# Стешенко Ірина Іванівна
Іри́на Іва́нівна Стеше́нко (22 червня (5 липня) 1898, Київ — 30 грудня 1987) — українська драматична акторка, письменниця й перекладачка, членкиня Спілки письменників СРСР. Дочка Івана й Оксани Стешенків, онука Михайла Старицького.

## Життєпис
Народилася 5 липня 1898 року в Києві. У віці трьох років познайомилася з німецькою та англійською мовами, та добре їх вивчила. Володіла також українською, російською, французькою та італійською мовами. У 1915 році закінчила київську гімназію. У 1918 році, у розпал революційних і воєнних подій, закінчила Вищі жіночі курси. У 1920 році вступила до Вищий музично-драматичний інститут ім. М. Лисенка на акторське відділення, де викладала її тітка Марія Старицька.
У 1960-ті роки в її помешканні у Києві у комунальній квартирі на вулиці Пушкінській, № 20, квартира № 31, відбувалися літературно-мистецькі салони. У цьому ж помешканні зберігалася її колекція малярства, посуду та архів Старицької-Черняхівської, що систематично досі не опрацьований. На початку 1970-х років виключена зі Спілки письменників України за «співпрацю з дисидентами». Формальним приводом був наклеп, опублікований поетом Миколою Холодним у «Літературній Україні»[?]

Могила Ірини Стешенко

Померла Ірина Стешенко на дев'яностому році 30 грудня 1987 року. Похована в Києві на Байковому кладовищі, центральній алеї (ділянка № 2; поруч із загиблим батьком, Іваном Матвійовичем Стешенком).

## Подружнє життя
У 1917 році Ірина Стешенко взяла шлюб з інженером Володимиром Корольовим, проте ненадовго.
У 1918 році одружується зі своїм колегою, актором Лесем Сердюком. Разом вони грали в Київському драматичному театрі ім. Тараса Шевченка, а від 1923 року — в Курбасівському театрі «Березіль». У 1927 році вони розлучилися, і Ірина Стешенко одружилася з актором, співаком, художником — Олександром Романенком з яким прожила 37 років.

## Творчість

### Театральна діяльність
У 1920—1923 роках працювала в театрі імені Т. Шевченка (Київ), у 1923—1933 роках — у «Березолі» — українському театрі-студії, заснованого Лесем Курбасом, та пережила переформування його в Театрі імені Т. Шевченка. Грала у ньому по 1947 рік включно, перебувши німецьку окупацію в Казахстані.
Головні ролі: Матільдонька, Рина («Народний Малахій», «Мина Мазайло» Миколи Куліша), Дорина («Тартюф» Мольєра), Відьма («Макбет» Вільяма Шекспіра), Арабелла («Змова Фієско в Генуї» Фрідріха Шиллера), Сірчиха («За двома зайцями» Михайла Старицького) та інші.
Вона грала характерні ролі у виставах: «Гайдамаки» за Шевченком, «Жакерія» Проспера Меріме, «Сава Чалий» Івана Карпенко-Карого та інші.

### Перекладацька діяльність
Ірині Стешенко належать численні переклади західноєвропейських, російських класиків і деяких російських радянських письменників. Ще коли вона грала в Київському театрі імені Шевченка, завліт театру і поет Павло Тичина, запропонував їй спробувати сили в перекладі світової драматургійної класики на українську. Так з'явилися в першій редакції переклади комедій Мольєра «Скапен-штукар» («Витівки Скапена»), «Хворий, та й годі», «Міщанін-шляхтич».
1950-ті роки — час активної перекладацької праці Ірини Іванівни. У 1958 році вийшла українською книга «Комедії» Мольєра, більша частина перекладів, а саме: «Кумедні манірниці». «Дон Жуан, або Кам'яний гість», «Лікар мимоволі», «Міщанин — шляхтич», «Витівки Скапена», «Хворий та й годі» — належала Стешенко.
У її активі такі переклади: «Єгор Буличов та інші» Максима Горького, «Вовки та вівці» Олександра Островського, комедії Карло Гольдоні, «Еґмонт» Йоганна Вольфганга фон Гете, «Дон Карлос» Фрідріха Шиллера, «Пригоди Гекльберрі Фінна» (пізніша, неавторизована, редакція Дмитра Паламарчука — «Гекльберрі…») Марка Твена, трагедії та комедії Шекспіра, оповідання Джека Лондона в його українському 12-томнику, двадцять новел Генрі Ловсона, окремі твори Гі де Мопассана, Генріка Ібсена. Ірина Стешенко — авторка багатьох досі не опублікованих рецензій для різних видавництв і міністерства культури на перекладні й оригінальні п'єси.
У видавництві «Дніпро» упродовж 1984—1986 років вийшов шеститомник перекладів з Вільяма Шекспіра. У ньому значний внесок І. Стешенко. Це «Отелло, венеціанський мавр», «Ромео і Джульєтта», «Два веронці», «Комедія помилок», «Венеційський купець», «Багато галасу з нічого». На сценах п'єси Шекспіра, Мольєра і Гольдоні ішли й понині йдуть саме в перекладах Ірини Стешенко.
На початку 1980-х років у книжці новел Стефана Цвейга «Лист незнайомої» опубліковано дві новели у перекладі Ірини Стешенко з німецької — «Страх» й «Гувернантка».